# Bomberman Live
Bomberman Live es un videojuego descargable para Xbox Live Arcade, desarrollado por Backbone Entertainment como parte de la franquicia de Bomberman. El juego fue anunciado el 16 de mayo de 2007 y lanzado más tarde ese mismo año. Posteriormente, tendría un lanzamiento comercial dentro del Xbox Live Arcade Game Pack de 2009.
Una secuela, Bomberman Live: Battlefest, fue lanzada en 2010.

## Jugabilidad
Compiten de dos a ocho jugadores en una batalla o torneo, los cuales consisten en una serie de rondas individuales. En un torneo, el número de rondas es establecido al comienzo, mientras que una batalla continúa hasta que un jugador haya alcanzado un cierto número de victorias. En cada ronda, los jugadores aparecen en un mapa y utilizan su arsenal de bombas para atacarse entre ellos hasta que un jugador quede en pie. Los jugadores también pueden usar sus bombas para destruir bloques en el mapa, abrir nuevas rutas e incluso revelar potenciadores.

## Desarrollo

### Contenido descargable
El 29 de agosto de 2007, Bomb-Up Pack 1 fue lanzado para su descarga en Xbox Live Marketplace. El 26 de septiembre de 2007, Bomb-Up Pack 2 fue lanzado. Y el 26 de diciembre de 2007, se lanzó el Bomb-Up Pack 3.

## Recepción
El juego recibió reseñas «favorables» de acuerdo al sitio web agregador de reseñas Metacritic. GameSpot dijo que «este juego de diez dólares (800 puntos Live) te dará bastante por tu dinero». IGN dijo que «el juego es muy divertido, bastante dinámico en términos de jugabilidad, y más valioso que su precio de venta».
El juego vendió más de 600.000 unidades en diciembre de 2010.